# 1985年美國
|        | 美國歷史 \| 美國歷史年表                                                                                                   |
| 世紀： | 19世紀美國 \| 20世紀美國 \| 21世紀美國                                                                                     |
| 年代： | 1950年代美國 \| 1960年代美國 \| 1970年代美國 \| 1980年代美國 \| 1990年代美國 \| 2000年代美國 \| 2010年代美國               |
| 年份： | 1981年美國 \| 1982年美國 \| 1983年美國 \| 1984年美國 \| 1985年美國 \| 1986年美國 \| 1987年美國 \| 1988年美國 \| 1989年美國 |
| 紀年： | 美国独立209周年 |

## 聯邦政府

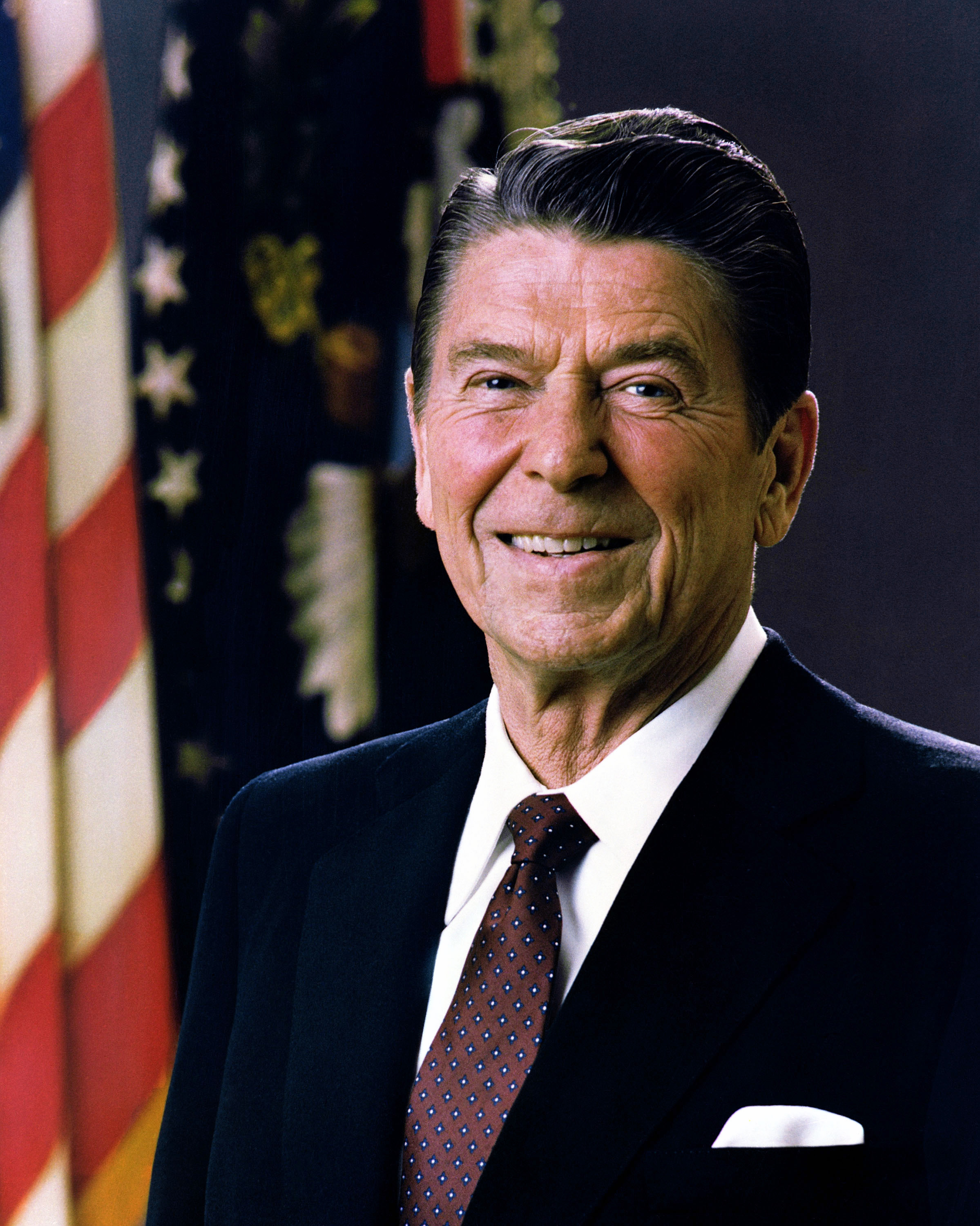
總統：罗纳德·里根
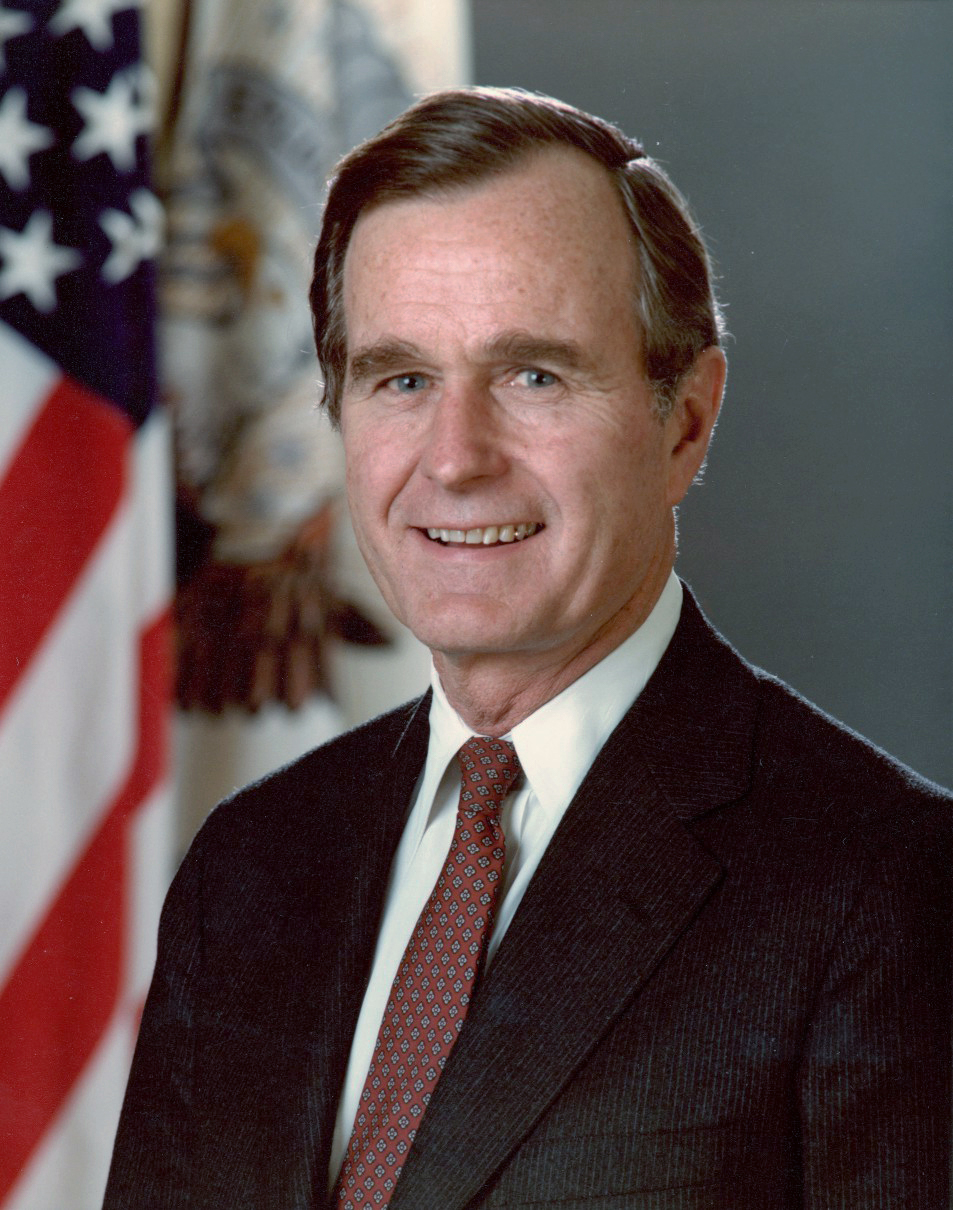
副總統：乔治·赫伯特·沃克·布什
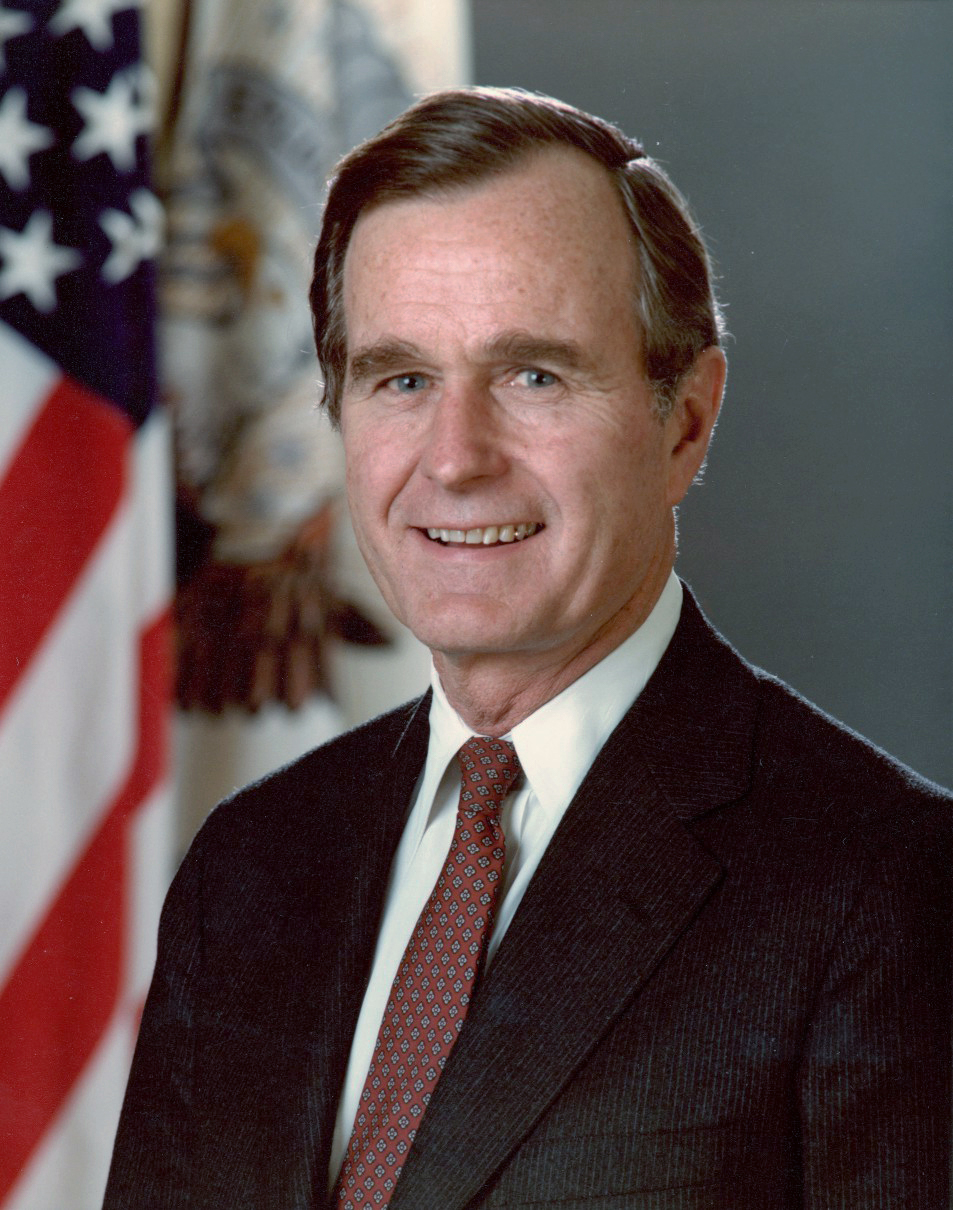
參議院議長：喬治·赫伯特·華克·布希（副總統兼任）
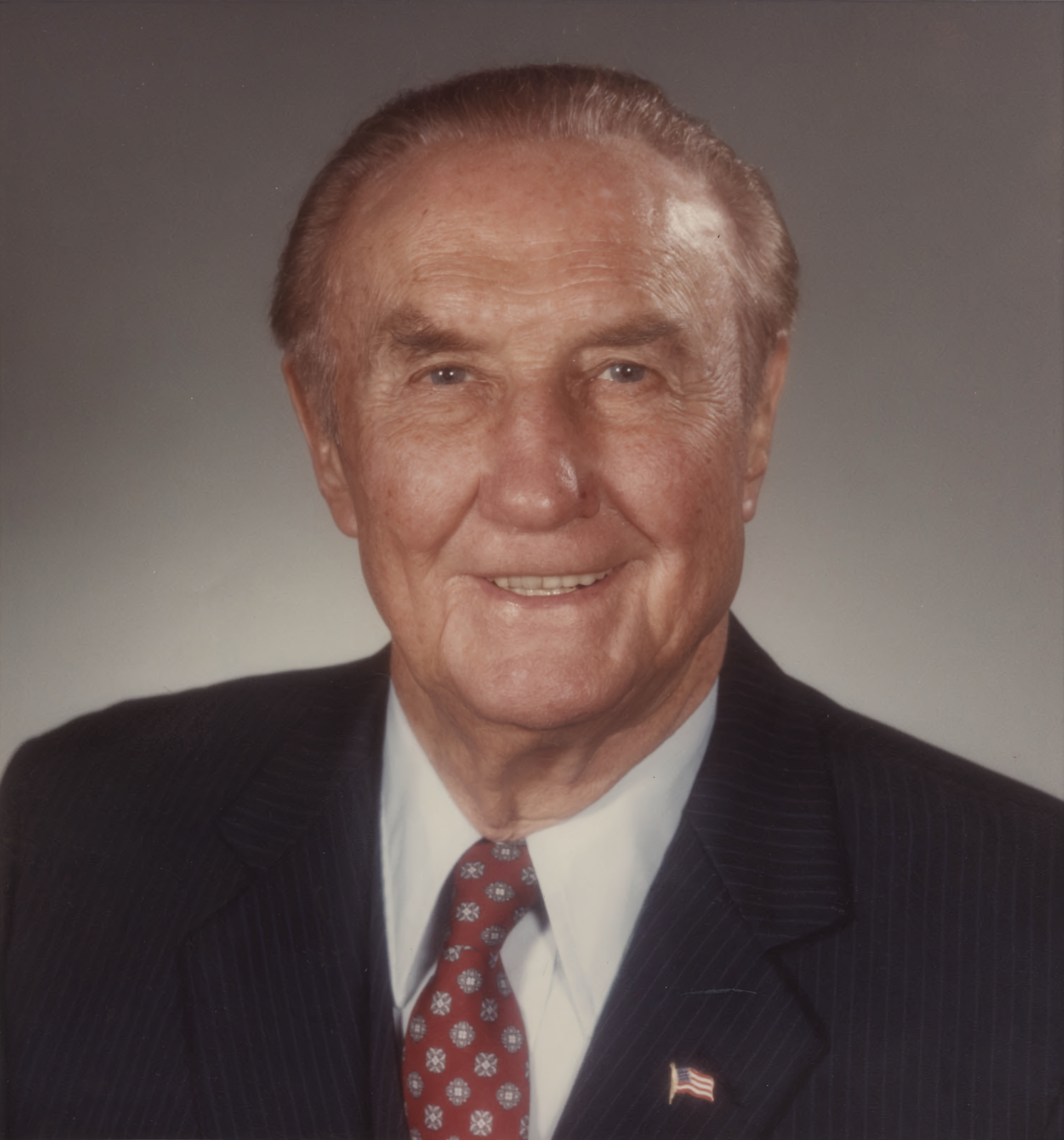
參議院臨時議長：斯特罗姆·瑟蒙德
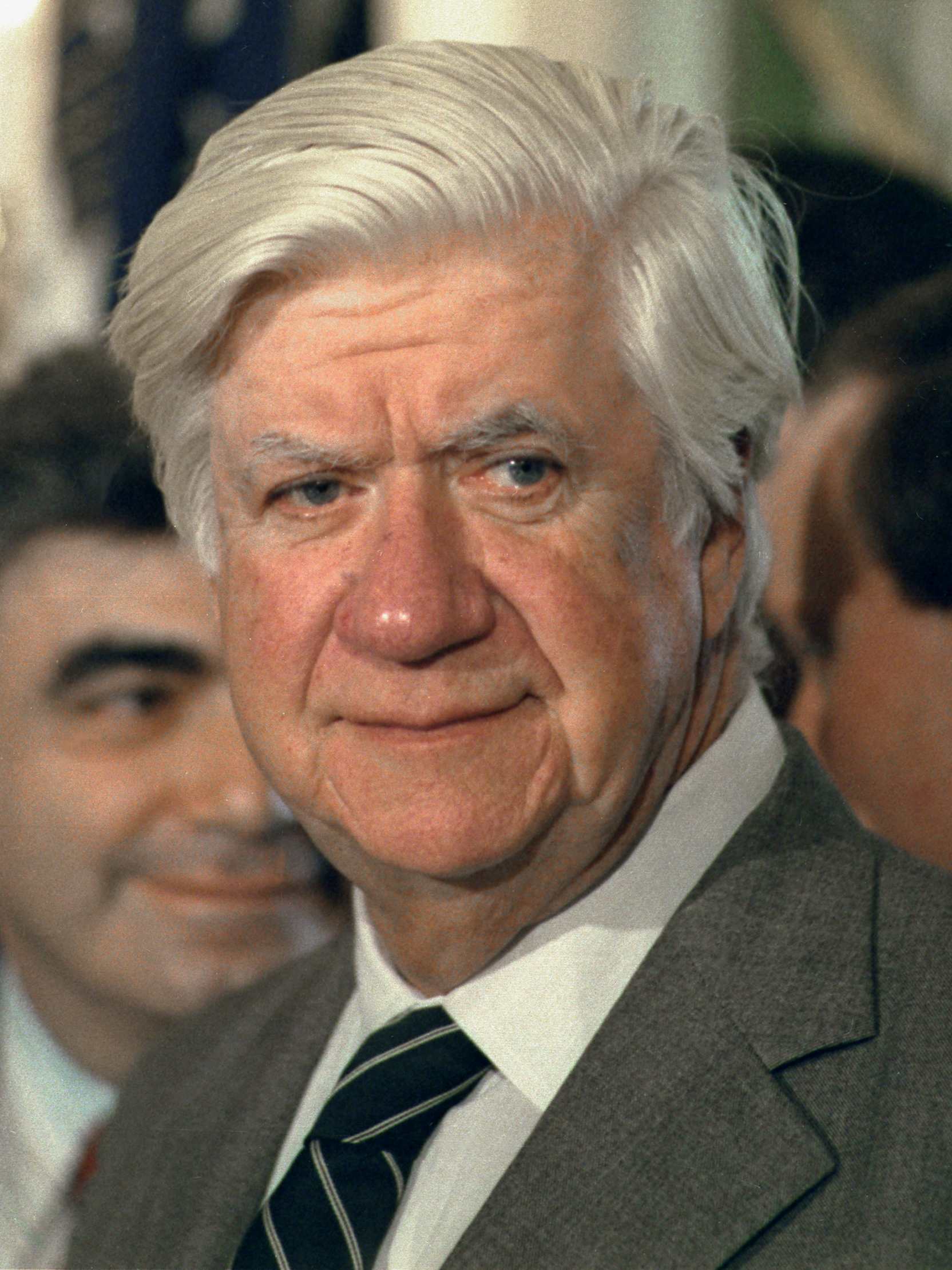
眾議院議長：提普·奥尼尔
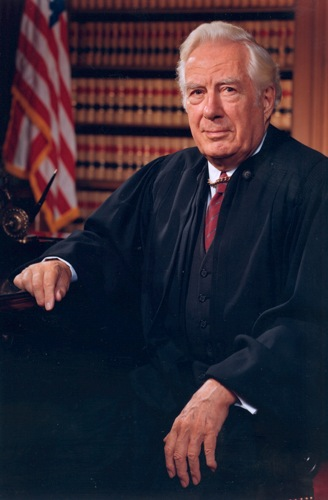
首席大法官：沃伦·厄尔·伯格

## 大事記

### 1月
- 1月20日——美國總統罗纳德·里根宣誓開始第二個總統任期。

### 6月
- 6月17日——探索頻道開始播放[1]。

### 7月
- 7月3日——回到未來於美國各戲院上映，成為1985年票房最高的電影及回到未來系列裏票房最高的電影。

### 9月
- 9月22日——美英德法日世界國在紐約廣場酒店簽訂《广场协议》。

### 10月
- 10月30日——美國亞特蘭提斯號太空梭首次發射升空執行任務。